# يارلاغاندا
يارلاغاندا هو الحاكم الجوتي السابع عشر من سلالة جوتيان في سومر والذي ورد ذكره في " قائمة الملوك السومريين "عاش في أواخر الألفية الثالثة قبل الميلاد وفقًا لقائمة ملوك سومر حيث كان الملك يارلاغاندا خليفة للملك بوزور-سوين . ثم خلفه الملك سيوم يارلاغاندا (كما هو الحال وفقًا لقائمة ملوك سومر'.
| سبقه بوزورسوين | ملك سومر أواخر 3000 قبل الميلاد | تبعه سيوم |